# Aydın
Aydın (pronuncia [ˈajdɯn], in greco Αϊδίνιο?) è una città della Turchia, capoluogo della provincia di Aydın, nella regione dell'Egeo. La città è situata nel cuore della valle del fiume Meandro, in una situazione dominante per la regione che si estende dalle alture della vallata alla costa.

## Storia
Fondata secondo Strabone con il nome di Tralles da coloni di Argo, fu sotto il dominio persiano fino al 334 a.C., quando venne conquistata da Alessandro Magno. Dal 260 a.C. fece parte del regno di Pergamo, diventando romana nel 129 a.C.. Fu distrutta da un terremoto nel 27 a.C. e successivamente ricostruita.
In epoca medievale fu centro artistico e commerciale turco, nota con il nome di Güzelhisar, letteralmente bel castello.

## Monumenti e luoghi d'interesse

### Architetture religiose
La Bey Camii risale al XVI secolo ed è una piccola moschea costruita all'interno del bazar.

## Infrastrutture e trasporti
La città è collegata a Smirne tramite l'autostrada 31.

## Società

### Evoluzione demografica
| 2010 | 188.337 |
| 2009 | 179.425 |
| 2008 | 171.242 |
| 2007 | 168.216 |
| 2000 | 143.267 |
| 1997 | 133.939 |
| 1990 | 107.011 |
| 1985 | 90.449  |
| 1980 | 74.021  |
| 1975 | 59.579  |
| 1970 | 50.566  |
| 1965 | 43.483  |
| 1960 | 35.527  |
| 1950 | 20.161  |
| 1935 | 15.086  |

## Amministrazione

### Gemellaggi
- Buenos Aires
- Le Havre
- Düsseldorf
- Manchester
- Newcastle upon Tyne
- Smirne